# Делила Стронг
Делила Стронг (англ. Delilah Strong) — американская порноактриса. Дочь порноактрисы 1980-х годов Деборы Кокс (англ. Deborah Coxxx).

## Биография
Родилась 26 июня в Поукипзи, штат Нью-Йорк. Вскоре семья переехала в Тампу, штат Флорида. Есть старший брат. Когда была маленькой, решила, что хочет сниматься для Playboy.
Сначала работает в магазине Blockbuster Video. В 19 лет начинает танцевать стриптиз в ночном клубе в Тампе. Во время работы в клубе её замечает агент журнала Hustler, который предлагает её сняться обнажённой. Она соглашается, и так начинает карьеру в индустрии для взрослых в возрасте 20 лет. Вначале съёмки для веб-сайтов, а в январе 2004 года Стронг переезжает в Калифорнию, чтобы сниматься в порнофильмах
.
В июле 2005 года Стронг участвовала в агрессивной сцене, во время которой ударилась головой и сломала палец. Главным виновником был назван режиссёр фильма Мейсон, и это привело к серьёзной вражде между ним и Делилой, которая распространилась и на других людей из индустрии, в том числе на режиссёра из Diabolic Video Чико Ванга, который встал на сторону Стронг. В свою очередь, Мейсон пытался остановить других режиссёров от работы с ней и людьми, которые были с ней связаны.
Имеет дочь.
Согласно IAFD, сыграла более чем в 270 фильмах, в том числе для таких известных студий, как Red Light District, Diabolic Video, New Sensations, Anabolic Video, Hustler Video, Evil Angel, Zero Tolerance, Jules Jordan Video, Sin City, Digital Sin, Wicked Pictures, Vivid Entertainment, Elegant Angel, Digital Playground, Devil's Film и Jill Kelly Productions.
В 2013 году Стронг прекращает карьеру актрисы. На начало 2017 года она проживала в Тампе и работала интернет-маркетологом и барменом.

## Премии и номинации
| Год  | Церемония  | Результат | Номинация                                                                    | Работа                            |
| ---- | ---------- | --------- | ---------------------------------------------------------------------------- | --------------------------------- |
| 2005 | AVN Awards | Номинация | Лучшая сцена втроём (вместе с Цитерией и Brian Bacchus)                      | Cytherea Iz Squirtwoman           |
| 2006 | AVN Awards | Номинация | Лучшая сцена орального секса — видео (вместе с Алектрой Блу и Джонни Даркко) | Suck It Dry                       |
| 2006 | AVN Awards | Номинация | Самая возмутительная сексуальная сцена (вместе с Джулсом Джорданом)          | Feeding Frenzy 6                  |
| 2006 | FAME Award | Номинация | Любимая оральная старлетка                                                   | н/д                               |
| 2007 | AVN Awards | Номинация | Самая ценная старлетка (непризнанное мастерство)                             | н/д                               |
| 2007 | FAME Award | Номинация | Любимая оральная старлетка                                                   | н/д                               |
| 2007 | FAME Award | Номинация | Самая грязная девушка в порно                                                | н/д                               |
| 2008 | AVN Awards | Номинация | Лучшая сцена втроём (вместе с Кайли Айрлэнд и Дерриком Пирсом)               | Upload                            |
| 2008 | FAME Award | Номинация | Самая грязная девушка в порно                                                | н/д                               |
| 2009 | AVN Awards | Победа    | Лучшая сцена втроём (вместе с Дженни Хендрикс и Майклом Стефано)             | The Jenny Hendrix Anal Experience |

## Фильмография
| 2007 год - 2 Big 2 Be True 6 - Asses of Face Destruction 3 - Ass for Days 3 - Coed Pool Party - Evil Vault 3 - Feeding Frenzy 9 - Fuck Me - I Wanna Get Face Fucked 4 - The Jenny Hendrix Anal Experience - The One - Pump My Ass Full of Cum - RefleXXXions - Shane’s World 40: Scavenger Hunt 4 — Seattle - Sick Chixxx - Storm Watch 2 - Throated 13 - Upload 2006 год - Fuck Slaves - Belladonna: No Warning 2 - A2m 10 - Anal Asspirations 5 - Apple Bottomz 3 - Belladonna: Fetish Fanatic 3 - Be My Bitch 2 - Bodacious Booty - Bubble Butt Bonanza 5 - Face Invaders - Housewives Gone Black 5 | - Jake Malone’s P.O.V. - Just Facials 3 - Lewd Conduct 27 - Mayhem Explosions 5 - My Daughter’s Fucking Blackzilla! 12 - My First Porn 6 - My Slutty Valentine - Neighbor Affair 3 - Penetration 11 - Peter North’s P.O.V. 11 - Silverlake Scenesters - Slippers - Sperm Receptacles 2 - Suck It Dry 2 2005 год - First Offense 12 - Rogue Adventures 26 - Suck It Dry - Just Fuckin' 2 - She Got Ass! 7 - Angels of Debauchery 4 - 2 on 1 #22 - Ass Appeal 3 - Cream Filling 3 - Daddy’s Home - Giants Black Meat, White Treat - Handjob Heaven - Jack’s Big Ass Show - Jack’s Playground 29 - Out Numbered 3 | - See Her Squirt - Squirt Factor - Street Walkers 3 - Swallow This 2004 год - 10 Man Cum Slam 5 - 12 Nasty Girls Masturbating 1 - Bangin' Beaver on the Bus 4 - Deep Throat This 19 - A Good Source of Iron 3 - Interracial Addiction 1 - Interracial Cum Swappers - Naughty College School Girls 35 - Semen Shots 2 - Sex in the Sun - Smokin' Blowjobs - Specs Appeal 18 - Squirtwoman - Swallow Me P.O.V. - Ten Little Piggies 4 - Throat Bangers 4 - We Swallow 5 - Wet Teens 6 - White Girls Suck and Swallow - Young Fresh and Ripe 2 2003 год - Dirty Little Secrets - Gangland 47 |